# Luňák hnědý
Luňák hnědý (Milvus migrans) je středně velký dravec z čeledi jestřábovitých.

## Taxonomie
Rozeznáváme 6 poddruhů; v Evropě a severní Africe hnízdí luňák hnědý evropský (M. m. migrans), v Asii l. h. sibiřský (M. m. lineatus) a v severní Africe l. h. egyptský (M. m. aegyptius). Další dva poddruhy hnízdí v jižní Asii a Austrálii a jeden v Africe.

## Popis
S délkou těla 48–58 cm a rozpětím křídel 130–155 cm je o něco menší než podobný luňák červený (Milvus milvus), od kterého se liší také tmavším zbarvením, poměrně kratšími křídly a méně vidličitě vykrojeným ocasem, který je svrchu šedohnědý, nikoli rezavý. Dospělí ptáci jsou tmavohnědí se světlejšími bázemi ručních letek vespod, mladí ptáci mají bílé špičky svrchních velkých krovek, tmavé čárkování na břiše a tmavou masku a oči.

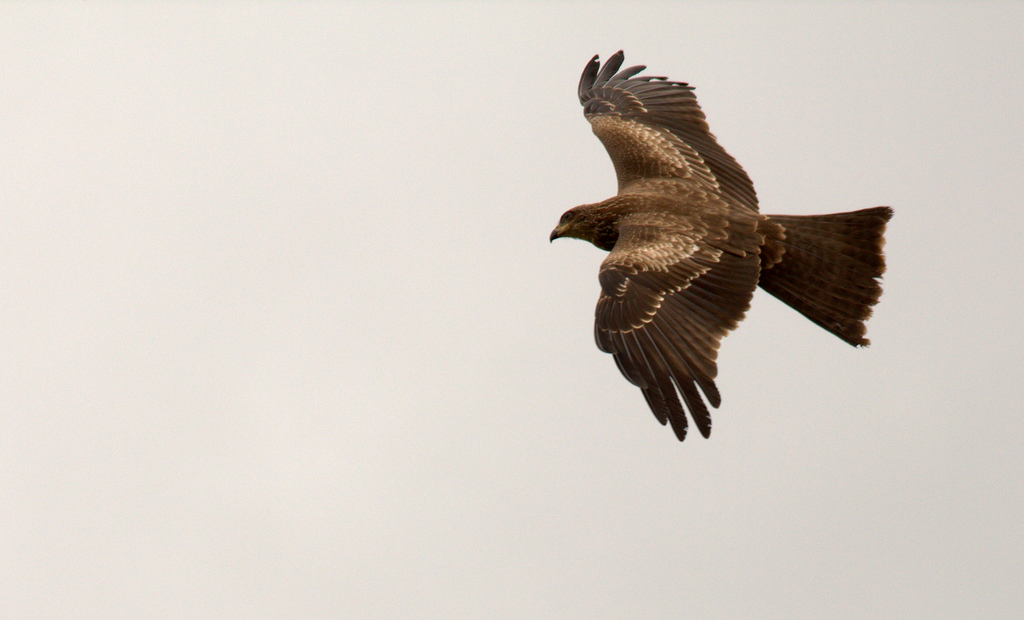
Mladý pták v letu s dobře patrnými bílými špičkami svrchních velkých krovek
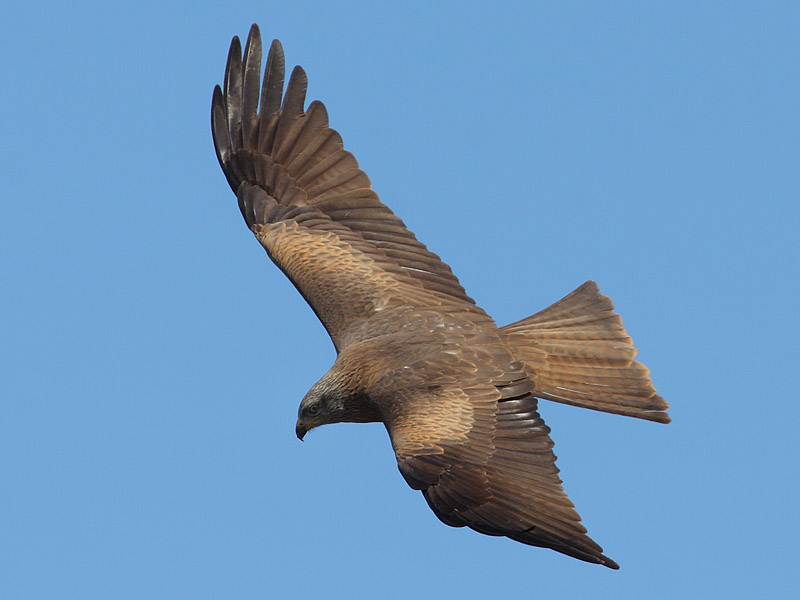
Dospělý pták

## Rozšíření
Druh s rozsáhlým areálem rozšíření pokrývajícím palearktickou, etiopskou, orientální a australskou oblast. Je částečně tažný, evropští ptáci zimují v Africe. Hnízdí v lesích blízko vody, také v blízkosti lidských sídel.

### Výskyt v Česku
V České republice pravidelně hnízdí a protahuje; hlavními hnízdními oblastmi jsou jižní Morava a jižní Čechy. Ubývá; v letech 1985–89 byla celková populace odhadnuta na 70–90 párů, v roce 1994 již jen na 30–50 párů. Zvláště chráněný, kriticky ohrožený druh.

## Hnízdění
Hnízdo staví oba ptáci vysoko na stromech, často využívá také hnízda jiných druhů, např. volavek, kormoránů nebo vran. Snůška čítá 2–4 bílá až šedavá, tmavě skvrnitá vejce o velikosti 47–61 × 37–46,5 mm. Inkubace trvá 25–37 dní, sedí oba ptáci (z větší části samice). První 3–4 dny jsou mláďata trvale zahřívána, vyváděna jsou po 42–46 dnech.

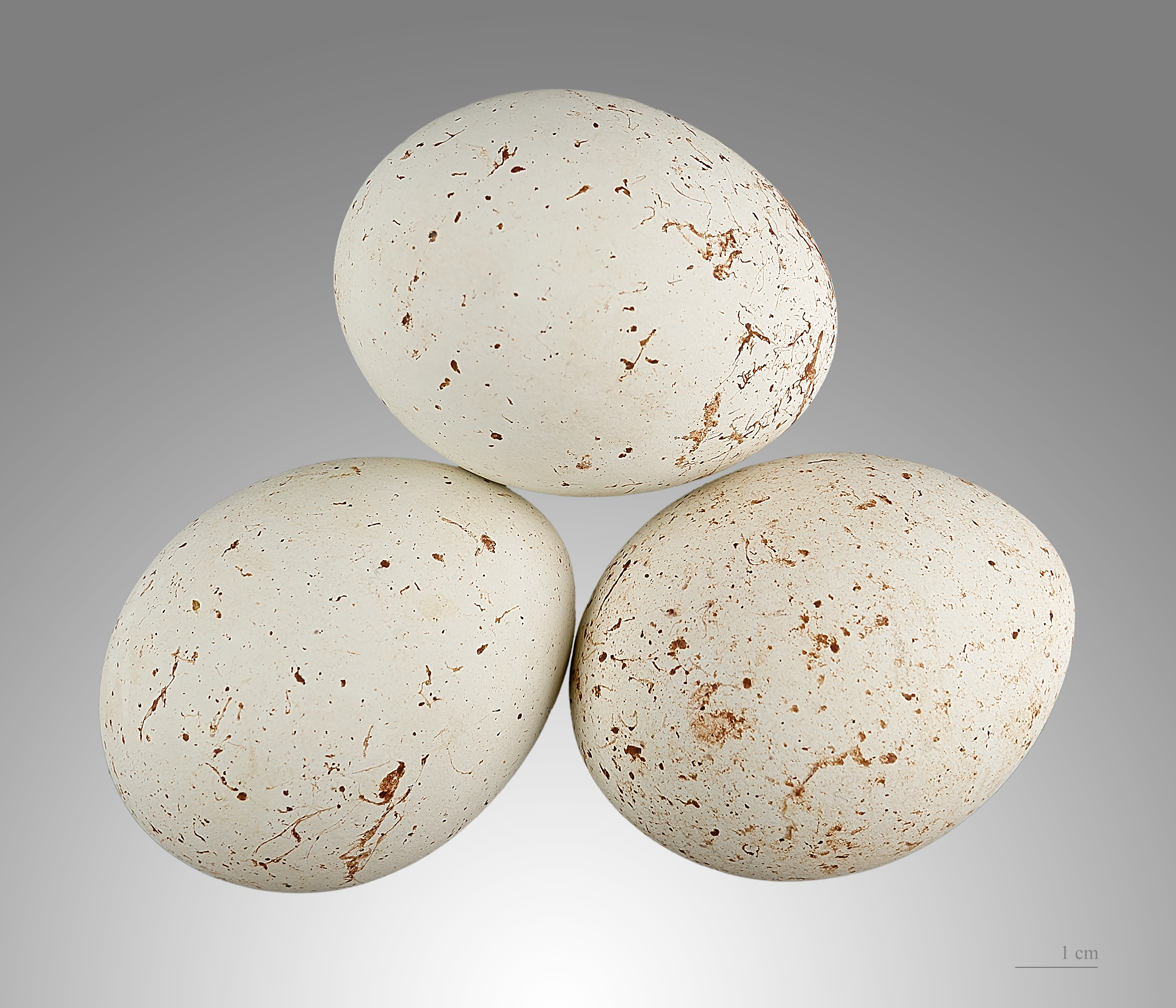
Vejce luňáka hnědého (Milvus migrans)

## Potrava
Složení potravy závisí na prostředí a ročním období; v blízkosti vod převažují ryby, jinde bývá vyšší podíl savců a malých ptáků a někdy se zase výrazně zvyšuje zastoupení hmyzu. Značnou část potravy tvoří mršiny a odpadky, častý je také potravní parazitismus.